# Meibomia lindheimeri
Meibomia lindheimeri là một loài thực vật có hoa trong họ Đậu. Loài này được (Vail) Vail mô tả khoa học đầu tiên năm 1892.